# نينتينوجا
نينتينوجا ( 𒀭𒊩𒌆𒁷𒂦𒂵 ؛ تُكتب أيضًا بالرومانية باسم نينتينوجا) كانت إلهة بلاد ما بين النهرين مرتبطة بالطب والتطهير. كانت تنتمي إلى البانتيون المحلي لمدينة نيبور. على الرغم من مقارنتها بإلهات أخرى مماثلة، مثل نينيسينا وجولا، وفي عدد من النصوص القديمة يبدو أنهما متزامنتان مع بعضهما البعض أو يتم التعامل معهما على أنهما قابلتان للتبادل، إلا أنها كانت مع ذلك إلهة مميزة في حد ذاتها. كانت مرتبطة بإينليل ونينليل، وكانت تُعبد في معابدهم، على الرغم من وجود دور عبادة مخصصة لها فقط.

## شخصية
يتم ترجمة اسم نينتينوجا تقليديًا من السومرية على أنها "السيدة التي تحيي الموتى". ومع ذلك، تشير باربرا بوك إلى أن هذا التفسير قد يعكس فقط " أصلًا علميًا قديمًا". من الممكن أن يكون لها في البداية معنى مختلف، حيث اقترح أحد الأشخاص "سيدة النبيذ الرفيع"، وفقط منذ عهد أوروينيمجينا فصاعدًا بدأ كتابتها بالعلامة المسمارية ug 5 ، "الموت". كان اللقب الذي يُطلق عليها أحيانًا هو "سيدة الحياة والموت"، nin til 3 -la ug 5 -ga، وهو ما تم إثباته في النقوش الملكية وفي قوائم الآلهة المختلفة.
تشير أوصاف نشاط نينتينوجا في النصوص الرافدينية إلى أنها طبيبة، حيث تشمل مسؤولياتها وضع الضمادات وتنظيف الجروح ووفقًا لبوك التعامل بشكل خاص مع الجهاز العضلي الهيكلي. يظهر الدليل على وجود ارتباط بينها وبين الشفاء لأول مرة في مصادر من فترة أور الثالثة، كما أنها معروفة جيدًا باعتبارها إلهة الطب في العصر البابلي القديم. تعتبر شهادات الأطباء الذين خدموا كمسؤولين عن طقوسها بمثابة دليل مبكر على دورها العلاجي. في النصوص التي يتم فيها استدعاءها مع آلهة الشفاء الأخرى معًا، قد تمثل شكلًا محددًا من أشكال الشفاء بدلاً من الطب ككل. كانت مرتبطة أيضًا بالتعاويذ. في نوع من الطقوس، أتوا ، ترتبط بالتطهير بدلاً من الشفاء، وتقترح إيرين سيبينج بلانتولت أن هذا ربما كان جانبًا من شخصيتها الأصلية. ومع ذلك، فهي تعتبر أيضًا أنه من الممكن أن تكون قد تطورت كامتداد لجانب الشفاء من إنليل.
ربما بسبب معنى اسمها، كانت نينتينوجا مرتبطة بالعالم السفلي. يلاحظ جيرميا بيترسون أنه من المرجح أن يكون هناك اعتقاد بأنها تزود الموتى بالمياه النظيفة، وأنها كانت مرتبطة بالطقوس الجنائزية. كما تم استدعاؤها ضد الشيطان أساج، كما ورد في نصوص رسالة صلاة إيناناكا وكلب نينتينوجا.
من المعروف أن الكلاب هي سمة من سمات معظم آلهة الشفاء في بلاد ما بين النهرين، ولكن ليس كلها. ربما كان الارتباط قائمًا على ملاحظة الخصائص العلاجية لعاب الكلب، أو على إدراك الحيوانات على أنها حدودية وقادرة على التفاعل مع عالمي الأحياء والأموات، على غرار الآلهة المرتبطة بها. كان يُعتقد أن نينتينوجا تمتلك كلابًا خاصة بها، ويشير نص من فترة أور الثالثة إلى أن عرشًا مزينًا بحيوانين من هذه الحيوانات تم إعداده لها في أور. يذكر أحد طقوس ميسي بي في نينوى القصب وخشب الكورنيل بين الأشياء الدينية المرتبطة بها.

## الارتباطات مع الآلهة الأخرى
وفقًا لتعويذة طبية متأخرة، كان والد نينتينوجا هو نينازو. وعلى الرغم من الارتباط بينها وبين نينيسينا، لم يتم الإشارة إليها أبدًا باعتبارها ابنة آنو. تزعم باربرا بوك أن نينتينوجا ونينورتا كانا يعتبران زوجين، لكن إيرين سيبينج بلانثولت خلصت في منشور أحدث إلى أن هذا الرأي، الموجود أيضًا في أماكن أخرى في الأدب الآشوري، لا تدعمه أدلة نصية، والتي تقتصر على تلقي نينتينوجا للقرابين في معبد نينورتا، إيشوميسا، وهو ما تم إثباته بالنسبة لمعظم أعضاء البانتيون المحلي ولا يشير إلى علاقة زوجية. وفقًا لقائمة الآلهة أن = أنوم، كان زوجها إنداجا ( دن -داج-جا )، وهو إله ذو شخصية غير معروفة تم إثباته بالفعل في قائمتي آلهة فارا وأبو صلابيخ من فترة الأسرات المبكرة، ولكن لا يوجد ما يشير في أي مصادر معروفة إلى أن العلاقة بينهما كانت تعتبر مهمة. في رثاء واحد، تظهر نينتينوجا في دور والدة دامو. وفقًا لبوك، فإن التقليد الذي يفيد بأنه كان ابنها معروف من أور. يشير سيبينج-بلانثولت إلى أن دامو وجونورا يظهران في ارتباط معها في ثلاثة نصوص من نيبور يعود تاريخها إلى فترة أور الثالثة.
ارتبط نينتينوجا أيضًا بإينليل ويمكن تسميته باسم شيمو، والذي ترجمته جوان جودنيك ويستنهولز إلى "كاهنة التعويذة" أو "الساحرة"، ولكن "كنوع من المعالجين ومقدمي النباتات الطبية " بواسطة سيبينج بلانثولت. يزعم المؤلف الأخير أن الافتراض الشائع بأن هذا المصطلح يشير إلى متخصص مماثل للأسيبو يعتمد فقط على مصادر من الألفية الأولى قبل الميلاد، وتشير النصوص السابقة بدلاً من ذلك إلى دور مماثل لدور العشاب. كان هناك إله آخر مرتبط بنينتينوجا وهو نونجال ، إلهة السجون. في نص أدبي مجزأ يظهر كلاهما جنبًا إلى جنب مع إريشكيجال، إلهة العالم السفلي، ربما بسبب اشتراكهم جميعًا في اتصال بأرض الموتى.

### نينتينوجا وغيرها من آلهة الشفاء
شكلت الآلهة المختلفة المرتبطة بالشفاء، وهي نينتينوجا، وجولا، ونينيسينا، ونينكاراك، وباو، وميمي، شبكة مترابطة في الديانة الرافدينية، إما بسبب الوظائف المماثلة أو الارتباطات المشتركة مع آلهة أخرى. إن وجود العديد من الآلهة المتشابهة المسؤولة عن الطب يعكس ظاهرة معروفة جيدًا وهي الآلهة المحلية النموذجية للمدن أو المناطق الفردية. ومع ذلك، في حين تم إثبات درجة من التبادلية، كان يُنظر إلى نينتينوجا عادةً على أنها مميزة عن الآلهة الأخرى المماثلة. انعكست شخصيتهم الفردية في التقاليد المتميزة فيما يتعلق بآبائهم وأزواجهم، وكذلك في ارتباطاتهم بمراكز عبادة منفصلة. على سبيل المثال، في حين أن نينتينوجا كانت مرتبطة بنيبور، كانت نينيسينا هي إلهة إيسين ، ومن المرجح أن جولا نشأت في أوما، وكانت نينكاراك تُعبد في سيبار.
تم إثبات وجود ارتباط بين نينتينوجا ونينيسينا في مصادر من العصر البابلي القديم، وربما كان المقصود من ذلك تعزيز العلاقات بين مدينتيهما، نيبور وإيسين. ومع ذلك، لم يكن من الضروري أن يكونا قابلين للتبادل، والإشارات إلى سفر الأول لزيارة الأخير في إيسين معروفة من النصوص الأدبية.
في ترنيمة جولا لبولوتسا رابي، وهو عمل مزجي تم تأليفه في وقت ما بين 1400 و700 قبل الميلاد والذي يساوي بين الإلهة التي تحمل نفس الاسم مع آلهة الطب الأخرى ومع آلهة ذات شخصية مختلفة، مثل نانشي ونينيجيزيبارا (إلهة ثانوية من حاشية إنانا ، وصفت بأنها عازفة قيثارة)، يظهر نينتينوجا كواحد من الأسماء المخصصة لها. وعلى الرغم من النهج التوفيقي، يركز كل قسم على السمات الفردية لكل إله، ويسلط القسم المخصص لنينتينوجا الضوء على شخصيتها كإلهة شفاء واتصالها بالعالم السفلي. ومع ذلك، تشير المصادر من نيبور إلى أن علماء اللاهوت المحليين ساووا بين جولا ونينيسينا، وليس نينتينوجا، ربما بسبب تشابه شخصياتهما بشكل أكبر.

## يعبد
كان مركز عبادة نينتينوجا في نيبور، كما هو موثق بالفعل في المصادر من فترة الأسرة المبكرة. كانت مرتبطة ارتباطًا وثيقًا بآلهة إنليل ونينليل. في البداية، من المرجح أنها كانت تُعبَد في معبد الأول، بينما في فترة أور الثالثة، كانت إحدى المصليات الأربعة الموجودة في معبد الأخير مملوكة لها (كانت الثلاثة الأخرى مخصصة لنانا ونيسابا وننهورساج ). كان لها أيضًا معبدها الخاص في نيبور، والذي ربما أطلق عليه اسم يوروساجا، "المدينة الأولى"، على الرغم من أنه لم يُسمَّ في مصادر أور الثالثة. وكان يُعبد أيضًا ما يسمى بـ " لاما (الإله الوصي) للملك"، دلامالوغال، بداخله. كان هناك مزار آخر مخصص لها، يقع داخل غولا إي. إن. (قراءة العلامة الثانية غير المؤكدة) لإنليل، وهو إيميركو، "البيت النقي للطقس العاصف"، والذي تم إثباته في نسخة من نقش مبنى ربما كان يعتمد على الأصل من عهد أور نمو. من المحتمل أن نينتينوجا كانت في وقت ما الإلهة الشخصية لإينليلالسا، حاكم نيبور وكاهن جودو لنينليل، وقد تكون مصورة على ختمه. كان هناك شخصية أخرى بارزة تاريخيًا معروفة بكونها تعبد هذه الإلهة وهي أوبارتوم، والتي تعتبر أفضل ممارسة موثقة للطب في المصادر الرافدينية القديمة.
خارج نيبور، تم إثبات عبادة نينتينوجا في نصوص من أور وإيسين. ربما كان المعبد المخصص لها والذي أعيد بناؤه بواسطة إنليل باني والذي حمل الاسم الاحتفالي إيندوبو، "البيت الذي يعطي الراحة"، موجودًا في المدينة الأخيرة من هاتين المدينتين.

### فهرس
- Asher-Greve، Julia M.؛ Westenholz، Joan G. (2013). Goddesses in Context: On Divine Powers, Roles, Relationships and Gender in Mesopotamian Textual and Visual Sources (PDF). ISBN:978-3-7278-1738-0. مؤرشف (PDF) من الأصل في 2018-11-04. *Beaulieu، Paul-Alain (1995). "The Brewers of Nippur". Journal of Cuneiform Studies. American Schools of Oriental Research. ج. 47: 85–96. DOI:10.2307/1359817. ISSN:0022-0256. JSTOR:1359817. مؤرشف من الأصل في 2023-10-17. اطلع عليه بتاريخ 2022-08-22.
- Böck، Barbara (2015). "Ancient Mesopotamian Religion: A Profile of the Healing Goddess". Religion Compass. Wiley. ج. 9 ع. 10: 327–334. DOI:10.1111/rec3.12165. hdl:10261/125303. ISSN:1749-8171. S2CID:145349556.
- Edzard, Dietz-Otto (1998), "Nin-tin-uga, Nin-tila-uga",  (بالألمانية) {{استشهاد}}: الوسيط |title= غير موجود أو فارغ (help) and الوسيط |تاريخ الوصول بحاجة لـ |مسار= (help)
- George، Andrew R. (1993). House most high: the temples of ancient Mesopotamia. Winona Lake: Eisenbrauns. ISBN:0-931464-80-3. OCLC:27813103.
- Katz، Dina (2003). The Image of the Netherworld in the Sumerian Sources. Bethesda, MD: CDL Press. ISBN:1-883053-77-3. OCLC:51770219.
- Peterson، Jeremiah (2009). "Two New Sumerian Texts Involving The Netherworld and Funerary Offerings". Zeitschrift für Assyriologie und Vorderasiatische Archäologie. ج. 99 ع. 2. DOI:10.1515/ZA.2009.006. S2CID:162329196. مؤرشف من الأصل في 2024-07-10.
- Sibbing-Plantholt، Irene (2022). The Image of Mesopotamian Divine Healers. Healing Goddesses and the Legitimization of Professional Asûs in the Mesopotamian Medical Marketplace. Boston: Brill. ISBN:978-90-04-51241-2. OCLC:1312171937.
- Westenholz، Joan G. (2010). "Ninkarrak – an Akkadian goddess in Sumerian guise". Von Göttern und Menschen. Brill. ص. 377–405. DOI:10.1163/9789004187474_020. ISBN:9789004187481.
- Wiggermann، Frans A. M. (1998)، "Nin-azu"،  {{استشهاد}}: الوسيط |title= غير موجود أو فارغ (مساعدة) والوسيط |تاريخ الوصول بحاجة لـ |مسار= (مساعدة)

## روابط خارجية
- رسالة من إيناناكا إلى الإلهة نينتينوجا في مجموعة النصوص الإلكترونية للأدب السومري